# Jean Audran
Pour les articles homonymes, voir famille Audran et Audran.
Jean Audran est un graveur aquafortiste et buriniste français né à Lyon le 28 avril 1667 et mort en son logement des Gobelins à Paris le 17 juin 1756.

## Biographie
Disciple de son oncle Gérard Audran, c'est « à l'âge de vingt ans, nous dit Karl Heinrich von Heinecken, que Jean Audran commence à se produire. Ses succès sont tels qu'il obtient le titre de graveur et de pensionnaire du Roi de France, avec un logement aux Gobelins » et qu'il est reçu académicien le 30 juin 1708 sur présentation des portraits gravés d'Antoine Coysevox d'après Hyacinthe Rigaud et de Noël Coypel d'après Charles Antoine Coypel. C'est à Jean Audran personnellement, estime Donald Posner, qu'Antoine Watteau, après avoir rompu avec Claude Gillot pour travailler auprès de Claude Audran III, doit à son tour son entrée à l'Académie royale de peinture et de sculpture en 1712.
Du mariage de Jean Audran avec Marie-Marguerite d'Ossier, on connaît la naissance d'au moins onze enfants, dont Benoît Audran le Jeune (1698-1772), également graveur, Michel Audran, entrepreneur des tapisseries du Roi aux Gobelins, et Gabriel Audran, négociant dans les îles. Marie-Marguerite meurt le 3 février 1714 à l'âge de 38 ans, en même temps que sa dernière fille Geneviève-Suzanne à qui elle donnait alors naissance.
Le squelette du cheval gravé par Jean Audran s'inscrit dans le projet confié par François Robichon de la Guérinière à Charles Parrocel, peintre possédant une profonde connaissance de l'art équestre, d'illustrer par l'estampe L'école de cavalerie, contenant la connaissance, l'instruction et la conservation du cheval (1733). Parrocel confiant ses dessins préparatoires aux graveurs (outre Parrocel lui-même, on relève les noms de Jean Audran, Nicolas-Dauphin de Beauvais, Laurent Cars, Louis Desplaces, Nicolas-Gabriel Dupuis ou Jacques-Philippe Le Bas), le squelette de Jean Audran s'inscrit parmi ces pièces aujourd'hui dispersées dans les musées et les collections particulières qui permettent de mesurer l'importance donnée par Robichon de la Guérinière et Parrocel au projet.
Neil Jeffares relève que Jean Audran est également pastelliste.
Jean Audran exerce la gravure jusqu'à l'âge de quatre-vingts ans et Charles-Paul Landon estime son œuvre gravé à la quantité de cent-vingt pièces, « sans y comprendre plusieurs autres sujets gravés pour les libraires et insérés dans divers ouvrages ». Landon ajoute qu'« un certain nombre d'estampes marquées simplement du nom d'Audran ont embarrassé quelques amateurs qui ne savent auxquels des artistes de cette famille on doit les attribuer ».

## Élèves
- Nicolas-Dauphin de Beauvais.
- François-Bernard Lépicié[9].
- Nicolas-Henri Tardieu[9].

## Œuvres

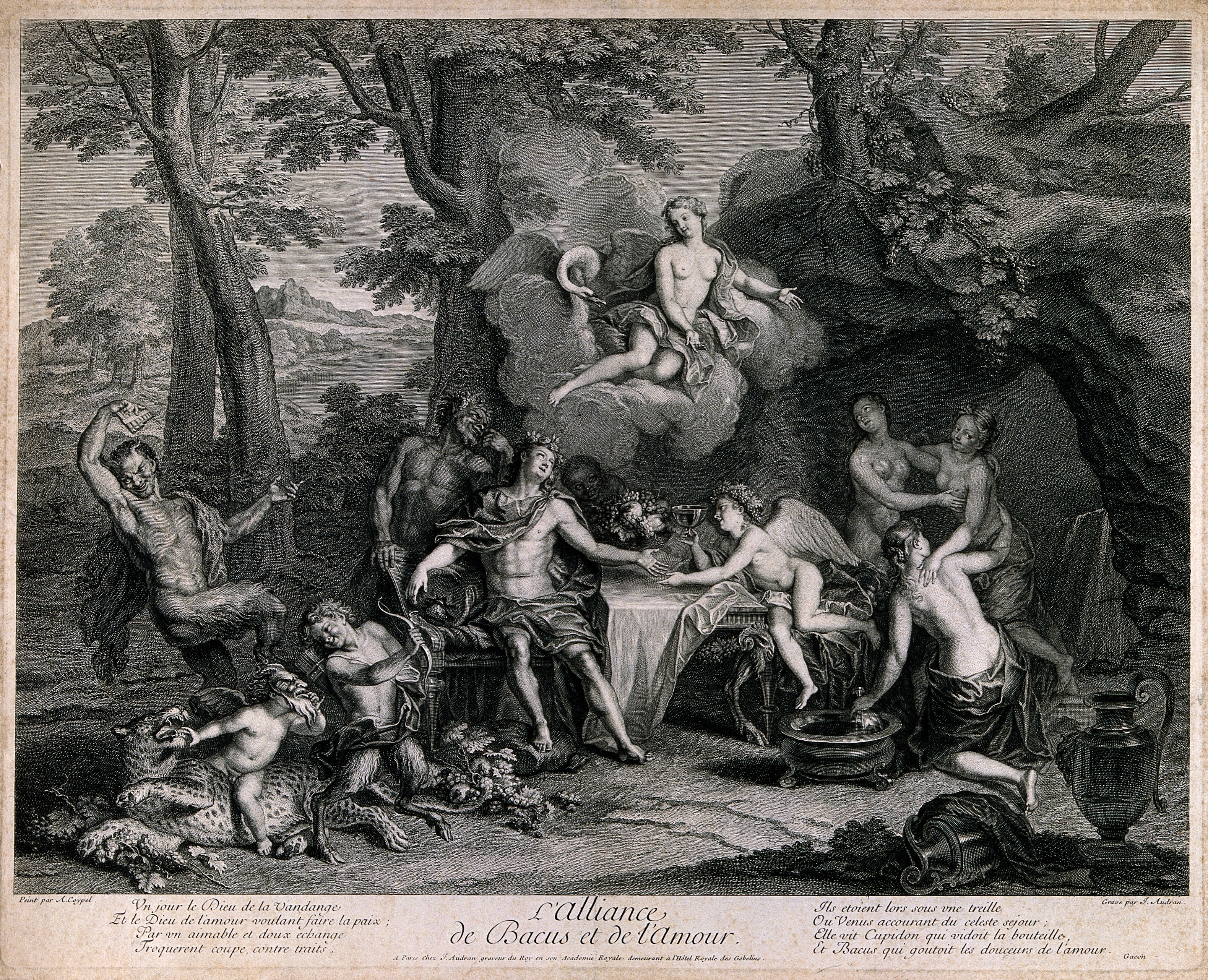
L'alliance de Bacchus et de l'Amour, d'après Charles-Antoine Coypel

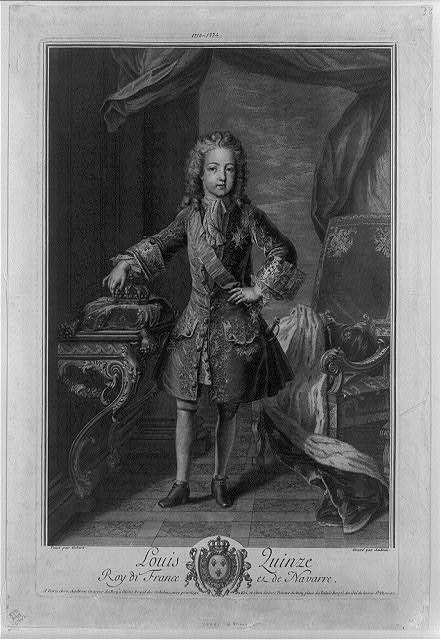
Louis XV, d'après Pierre Gobert

Par ordre alphabétique des artistes interprétés :
- Infans salus gentium, d'après Francesco Albani[10] ;
- Monument de Louis XIV à Lyon, d'après Benoît Audran ;
- John Hampden[11] et Frontispice pour Le voyage autour du monde (1728) par Le Gentil de la Barbinais, d'après le propre dessin de Louis Audran ;
- Le bon Samaritain, d'après Annibal Carrache ;
- Saint Jean administrant le sacrement à la Vierge, d'après Lodovico Carracci ;
- Saint Augustin, d'après Philippe de Champaigne.
- Saint Jean de la Croix, d'après Joseph Christophe[12].
- L'adoration des bergers, d'après Pierre de Cortone[10] ;
- L'alliance de Bacchus et de l'Amour[10], Psyché et Cupidon, Jacob et Laban, Renaud et Armide, Athalie saisie de terreur à la vue de Joas sur le trône, L'évanouissement d'Esther[13] et Portrait de Noël Coypel, d'après Charles Antoine Coypel[14] ;
- Frontispice de L'Histoire de Gênes, d'après Antoine Dieu, chez Denis du Puis, Paris, 1696 ;
- L'Annonciation, d'après Pierre Dulin[15] ;
- Pierre Paul Rubens, d'après Anton van Dyck ;
- Saint Paul prêchant aux Athéniens, d'après Ciro Ferri ;
- La naissance, L'éducation[16], L'adolescence, Le mariage[17], d'après Claude Gillot ;
- Louis XV, d'après Pierre Gobert ;
- La Reine blanche pénétrée de l'esprit de Dieu, La pêche miraculeuse, La résurrection de Lazare, d'après Jean-Baptiste Jouvenet[18] ;
- Louis XV enfant, d'après Augustin-Oudart Justinat ;
- Saint Bruno, d'après Charles de La Fosse ;
- Jean-Baptiste Colbert de Torcy et Victor Marie d'Estrées, d'après Nicolas de Largillierre ;
- Moïse défendant les filles de Jethro[19], La bataille du Granique[20], La reine des Perses aux pieds d'Alexandre[21], La bataille d'Arbelles[22], L'entrée triomphale d'Alexandre dans Babylone[23], La défaite de Porus[24], Porus amené devant Alexandre[25] ; Les expressions des passions de l'âme (1727)[26], Fontaine d'Apollon et de Daphné[27], Fontaine de Persée et d'Andromède[28], d'après Charles Le Brun ;
- Galatée, d'après Carlo Maratta[14] ;
- La Duchesse d'Orléans, d'après Claude Mellan ;
- Le Christ portant la croix et Jalousie et discorde d'après Pierre Mignard[14] ;
- Le squelette du cheval gravé d'après celui de l'Académie des sciences, d'après Charles Parrocel ;
- Moïse âgé de trois ans exposé sur les bords du Nil, L'enlèvement des Sabines, Christ expirant sur la Croix, Saint Charles Borromée portant la communion aux pestiférés, Printemps, Été, Hiver, d'après Nicolas Poussin[14] ;
- Antoine Ranc ;
- Le centaure Nessos enlève Déjanire, d'après Guido Reni ;
- Saint Benoît et Sainte Scolastique, d'après Jean Restout ;
- Pierre Clément d'Affincourt, Jean d'Estrées, Antoine Coysevox[14] et François-Robert Secousse, curé de l'église Saint-Eustache de Paris, d'après Hyacinthe Rigaud ;
- Henri IV délibérant de son futur mariage[29], Le roi partant pour la guerre d'Allemagne ; Le couronnement de Marie de Médicis, d'après Pierre Paul Rubens[14] ;
- Colonne, d'après Raphaël Sanzio[10] ;
- Andromaque priant pour son fils, d'après Louis de Silvestre ;
- Claude Cherrier, d'après Jean Tortebat ;
- Le cardinal Pierre Ottoboni, d'après Francesco Trevisani ;
- Samson retirant le miel de la gueule du lion et Le corps de Samson porté par les siens à sa sépulture, d'après François Verdier ;
- Portraits d'Eugène de Savoie-Carignan, de Fénelon et de Clément-Auguste de Bavière, d'après Joseph Vivien ;
- Automne, d'après Antoine Watteau[14] ;
- Portraits de Marie de Modène[30] et du Roi Jacques II[31], d'après Adriaen van der Werff ;
- Le martyre de Saint Pierre, d'après Domenico Zampieri.

## Galerie

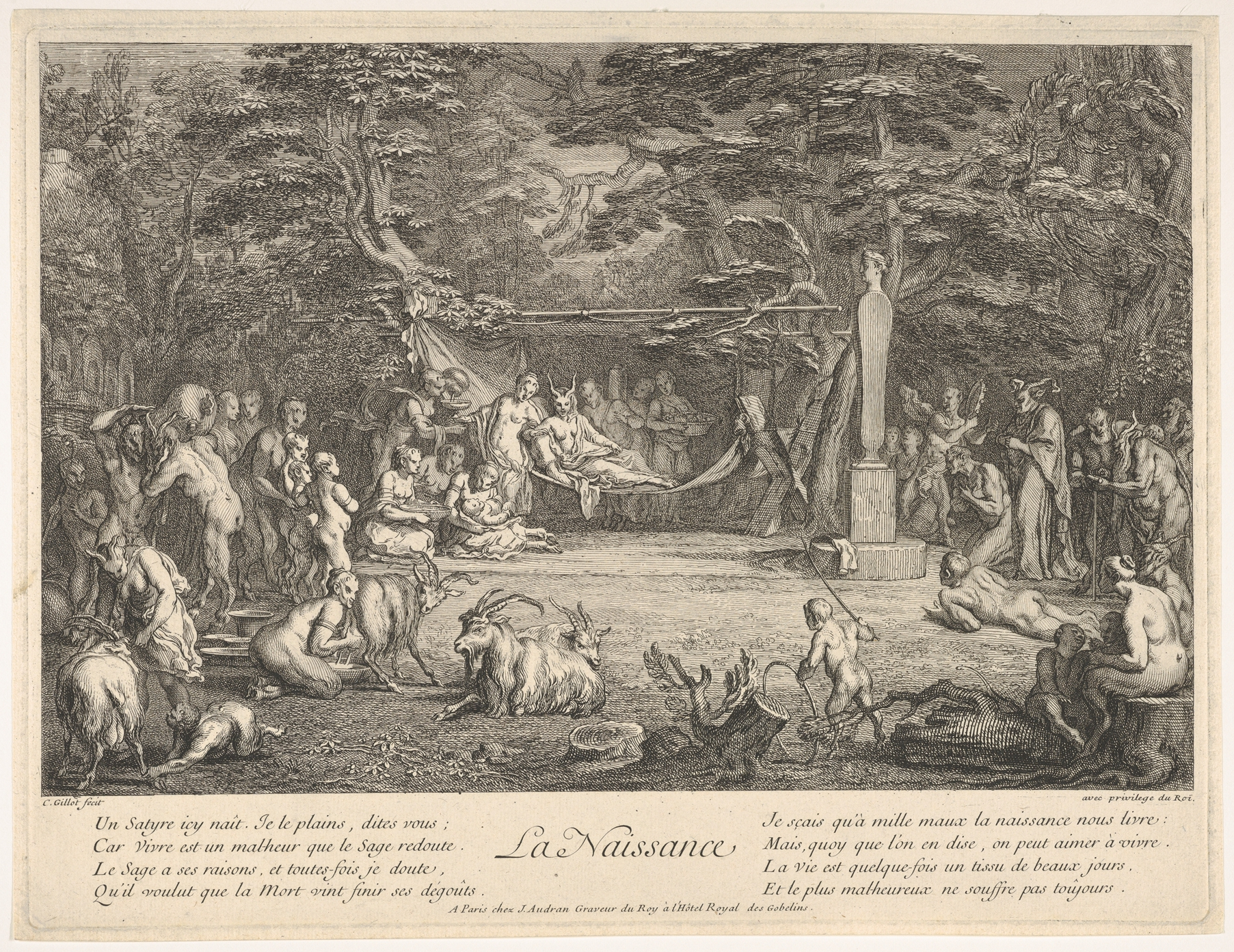
La naissance, d'après Claude Gillot
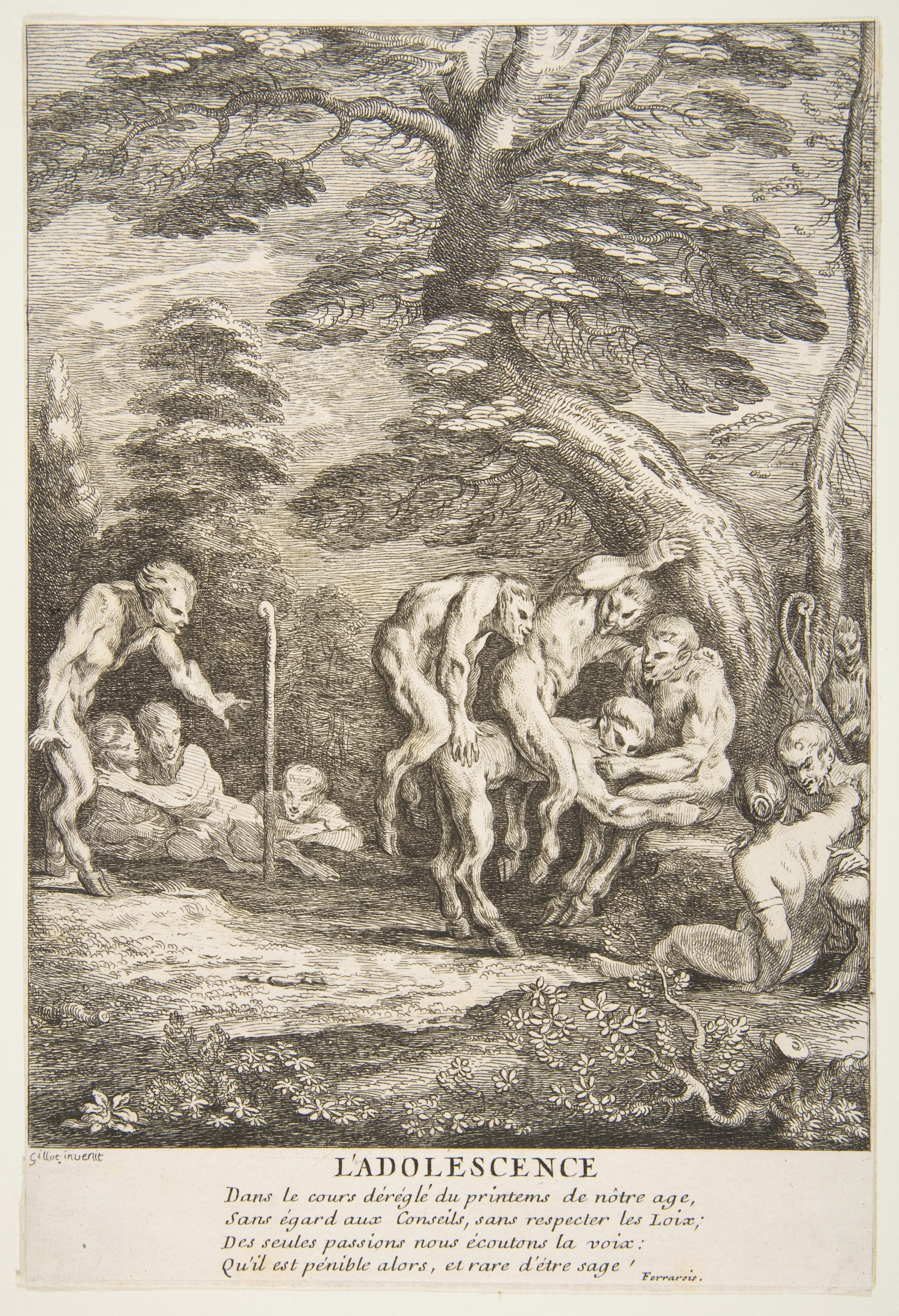
L'adolescence, d'après Claude Gillot
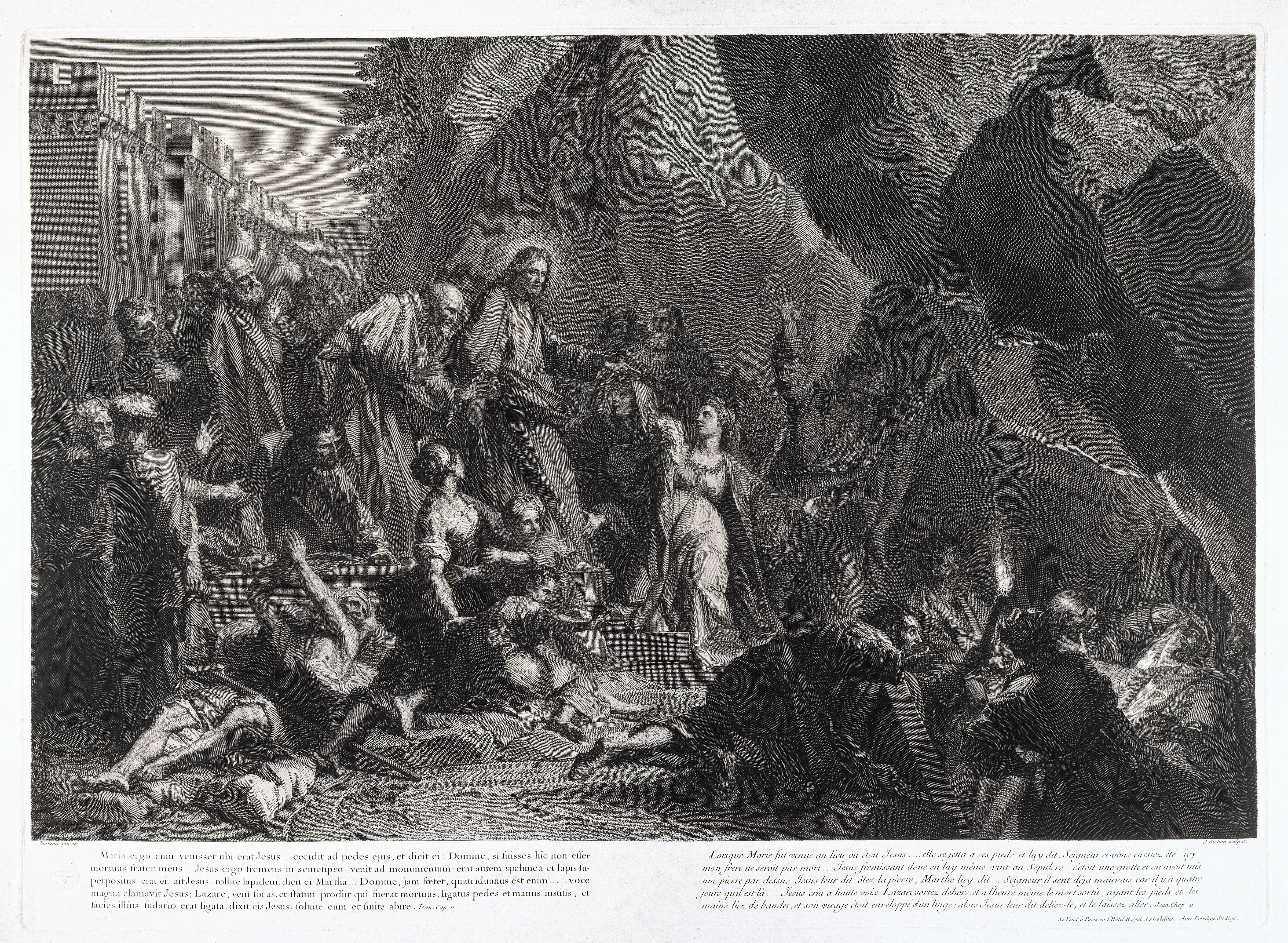
La résurrection de Lazare, d'après Jean-Baptiste Jouvenet
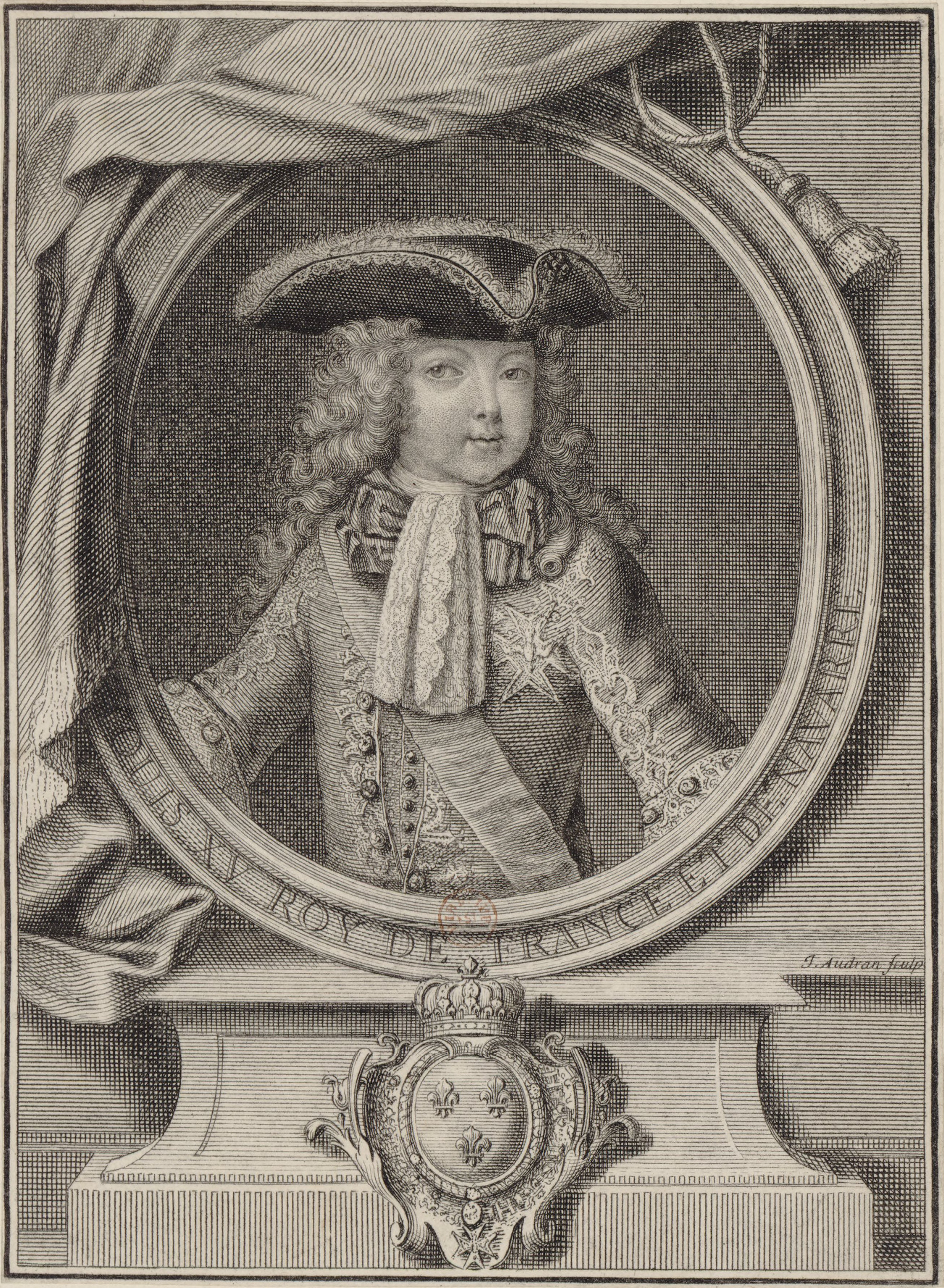
Louis XV enfant, d'après Augustin-Oudard Justinat
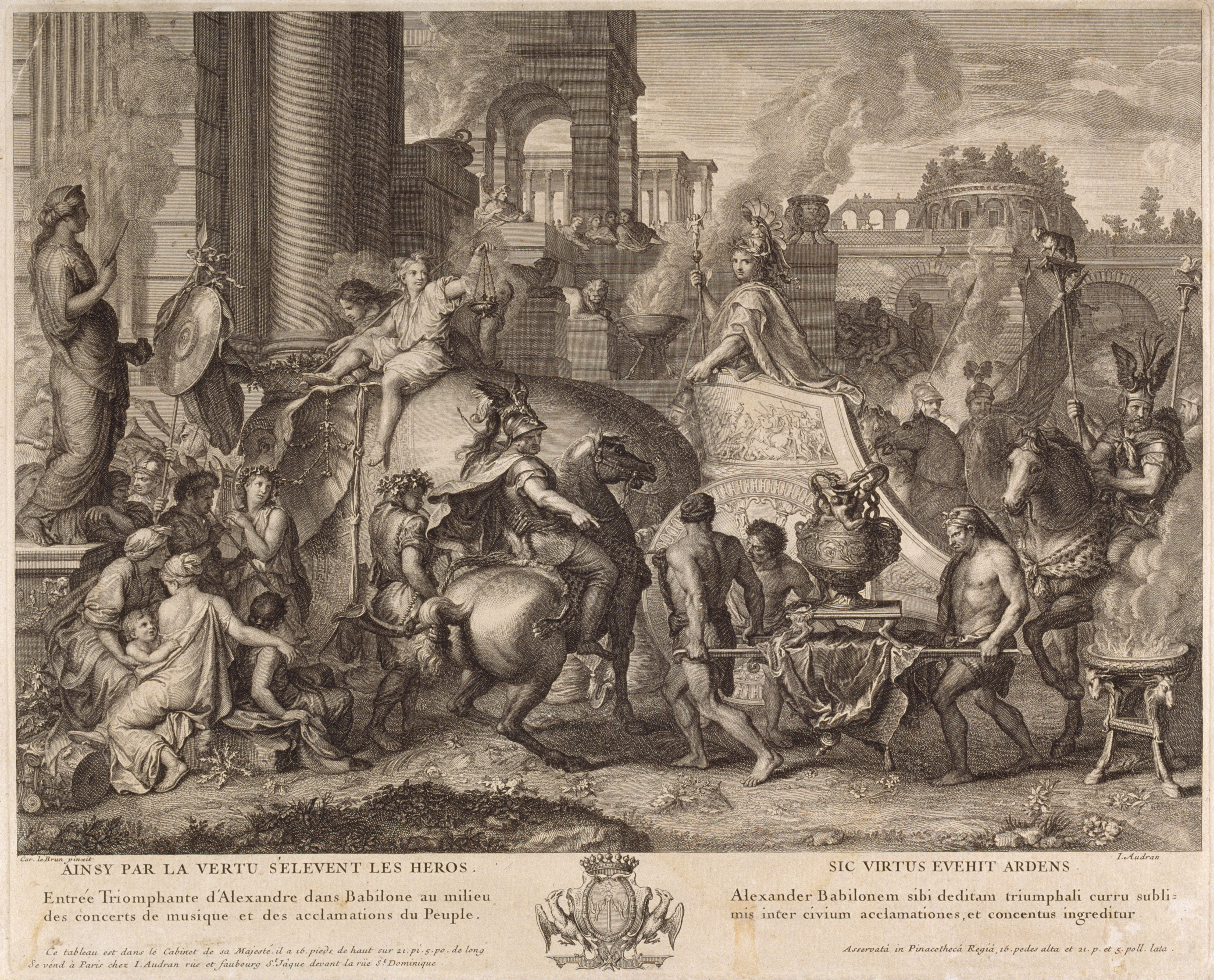
Entrée triomphale d'Alexandre dans Babylone, d'après Charles Le Brun
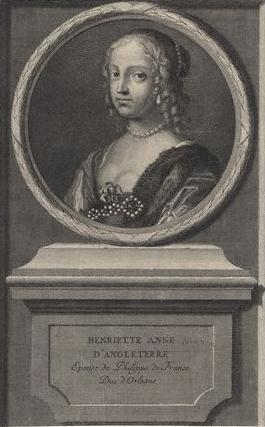
La Duchesse d'Orléans, d'après Claude Mellan
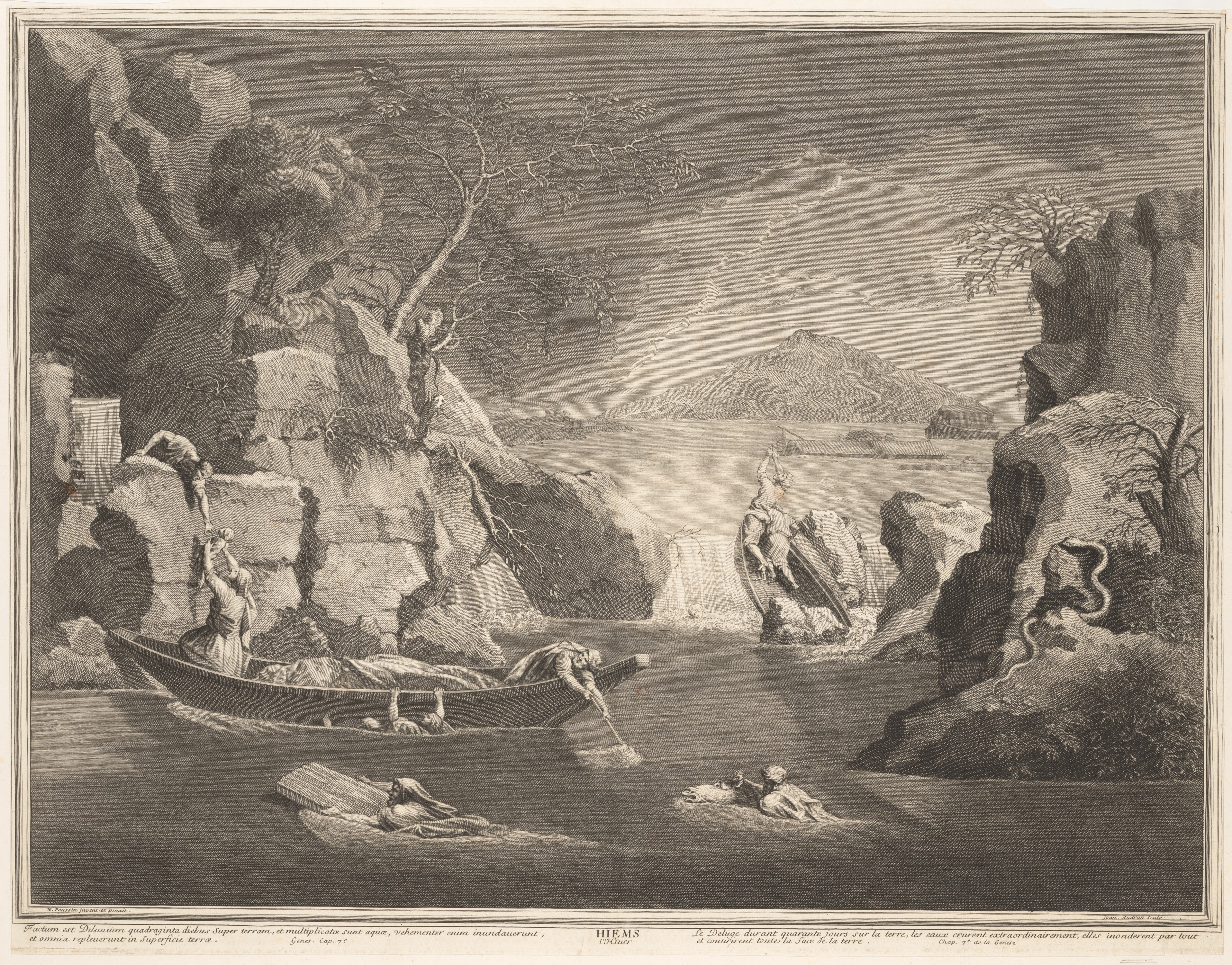
L'hiver, d'après Nicolas Poussin
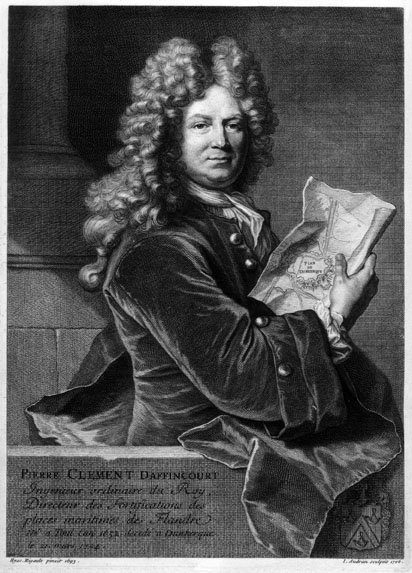
Pierre Clément d'Assincourt, d'après Hyacinthe Rigaud
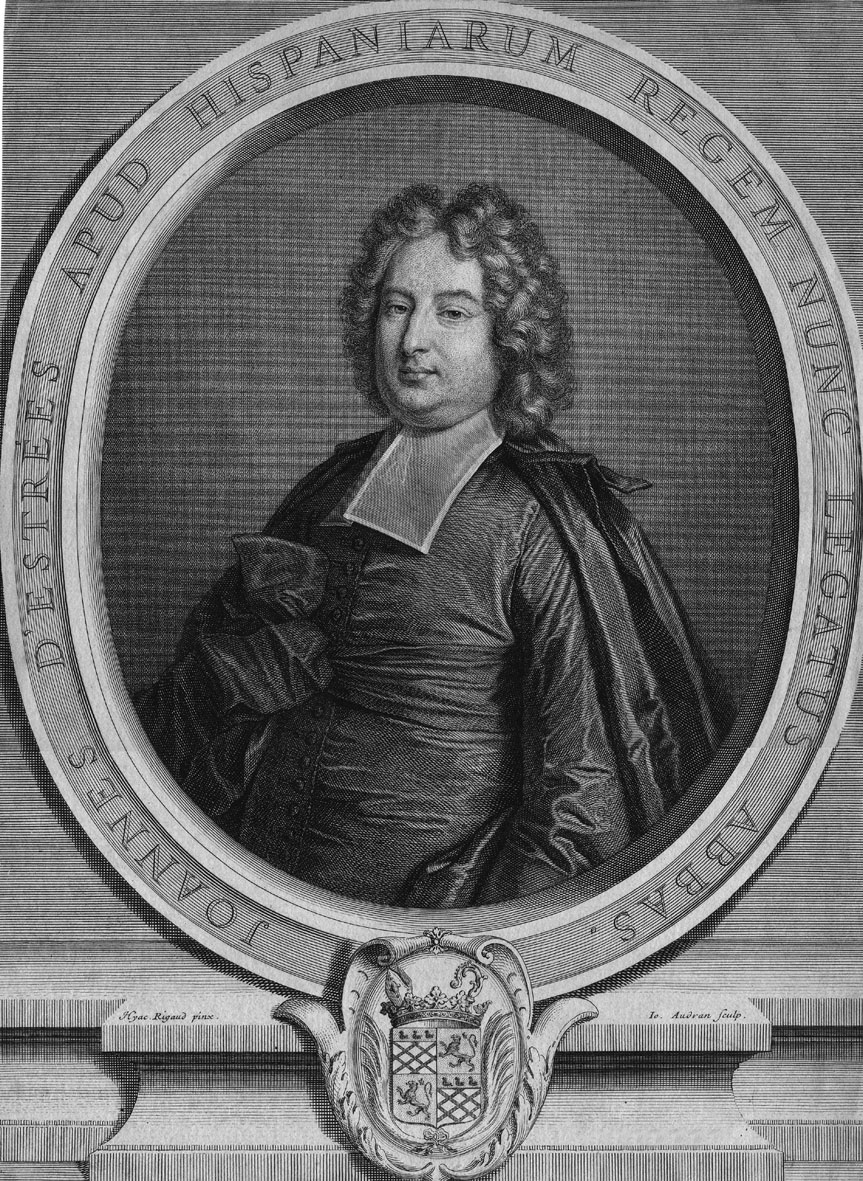
Jean d'Estrées, d'après Hyacinthe Rigaud
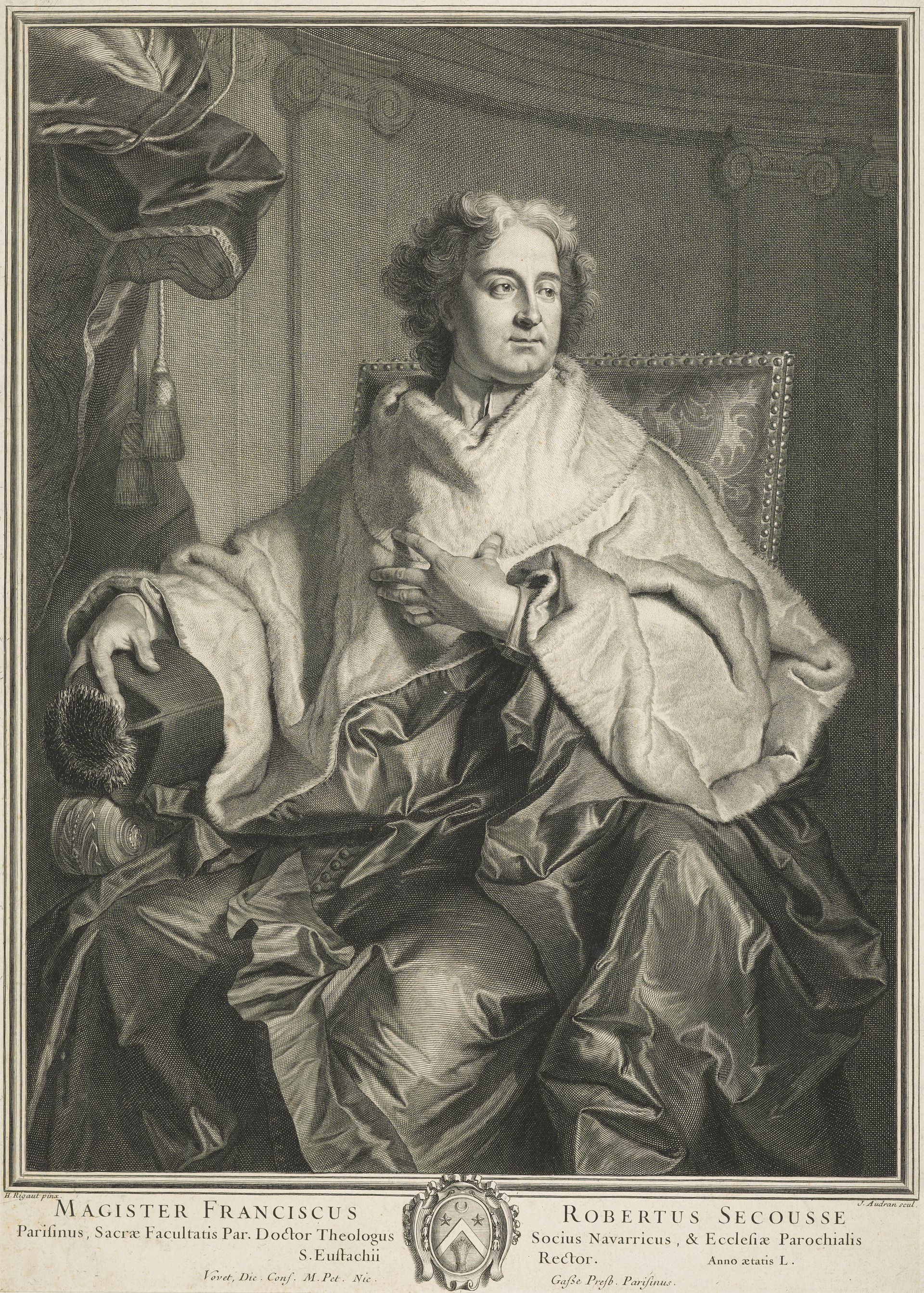
François-Robert Secousse, d'après Hyacinthe Rigaud
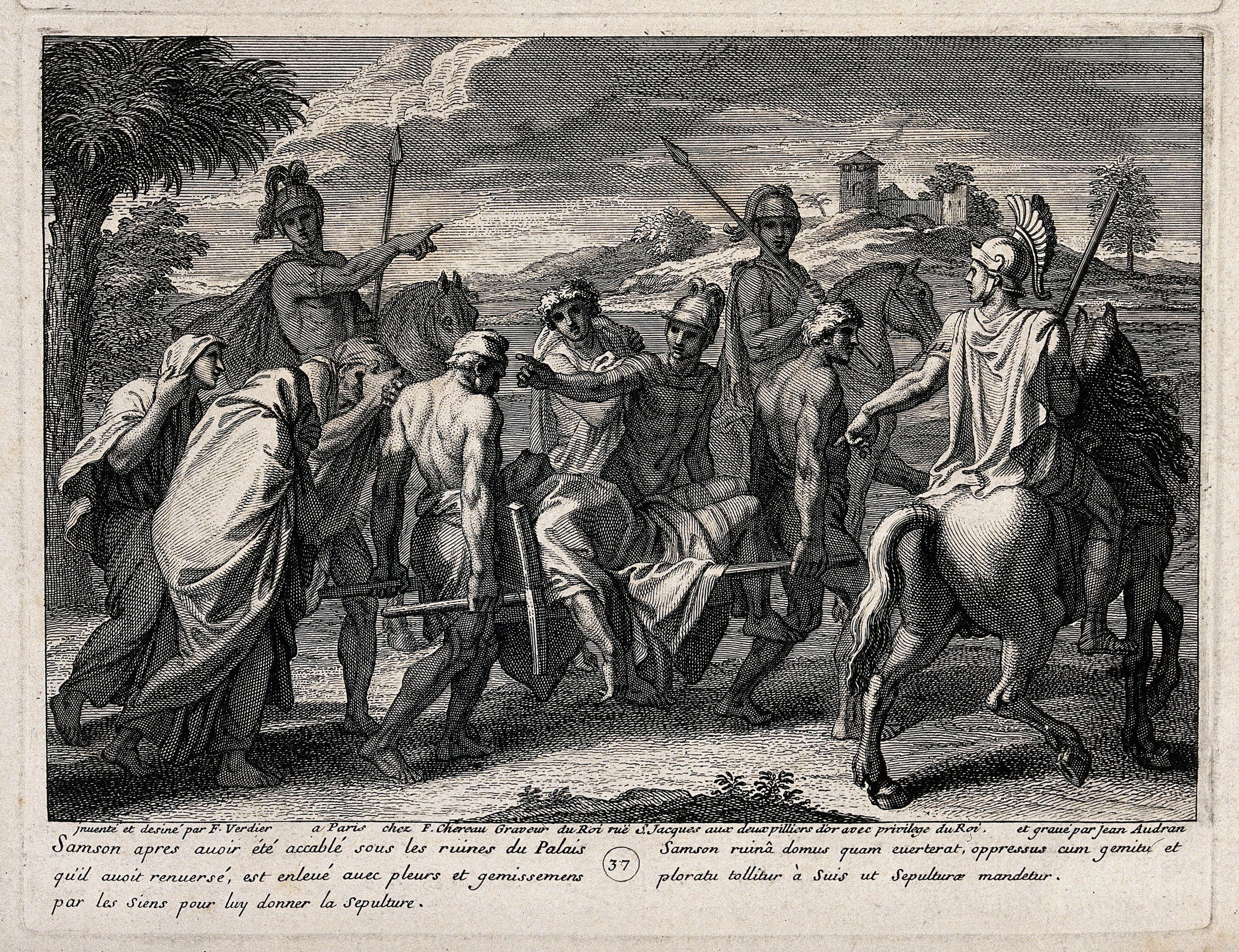
Samson porté à sa sépulture, d'après François Verdier

## Expositions
- Quand l'art fait rire, Musée cantonal des beaux-arts de Lausanne, octobre 2011.
- Sous le signe du lys : la gravure française au temps de Louis XIV, Kunsthalle de Brême, février-mai 2017[32].
- La collection d'estampes des musées, Musée des beaux-arts et d'archéologie de Châlons-en-Champagne, février-août 2017[33].

## Réception critique
- « Jean Audran, disciple de son oncle Gérard, savait, comme lui, mélanger habilement les travaux de la pointe aux travaux du burin et tirer de ces deux outils savamment dirigés un excellent parti ; il dessinait avec aisance et savait se plier aux exigences particulières des différents artistes auxquels il demandait des modèles ; lorsqu'il pouvait être guidé par les peintres eux-mêmes, en suivant scrupuleusement leurs conseils et en se conformant aux observations qui lui étaient faites, il arrivait à rendre d'une façon très satisfaisante la forme des figures ou des objets, et l'aspect même des tableaux qu'il entendait reproduire... Savoir conserver l'harmonie à toutes ces figures sans en sacrifier absolument aucune, exprimer la fraîcheur des chairs en même temps que le brillant des étoffes et la somptuosité du cadre au milieu duquel la scène se passe, tout cela n'est pas tâche facile, et Jean Audran s'en acquitta avec honneur. » - Georges Duplessis[1]
- « Jean Audran montre fort clairement comment chez les graveurs l'influence posthume de Nicolas Poussin et de Charles Le Brun s'est trouvée modifiée par l'influence posthume d'Antoine Watteau. » - François Courboin[34]

## Musées et collections publiques

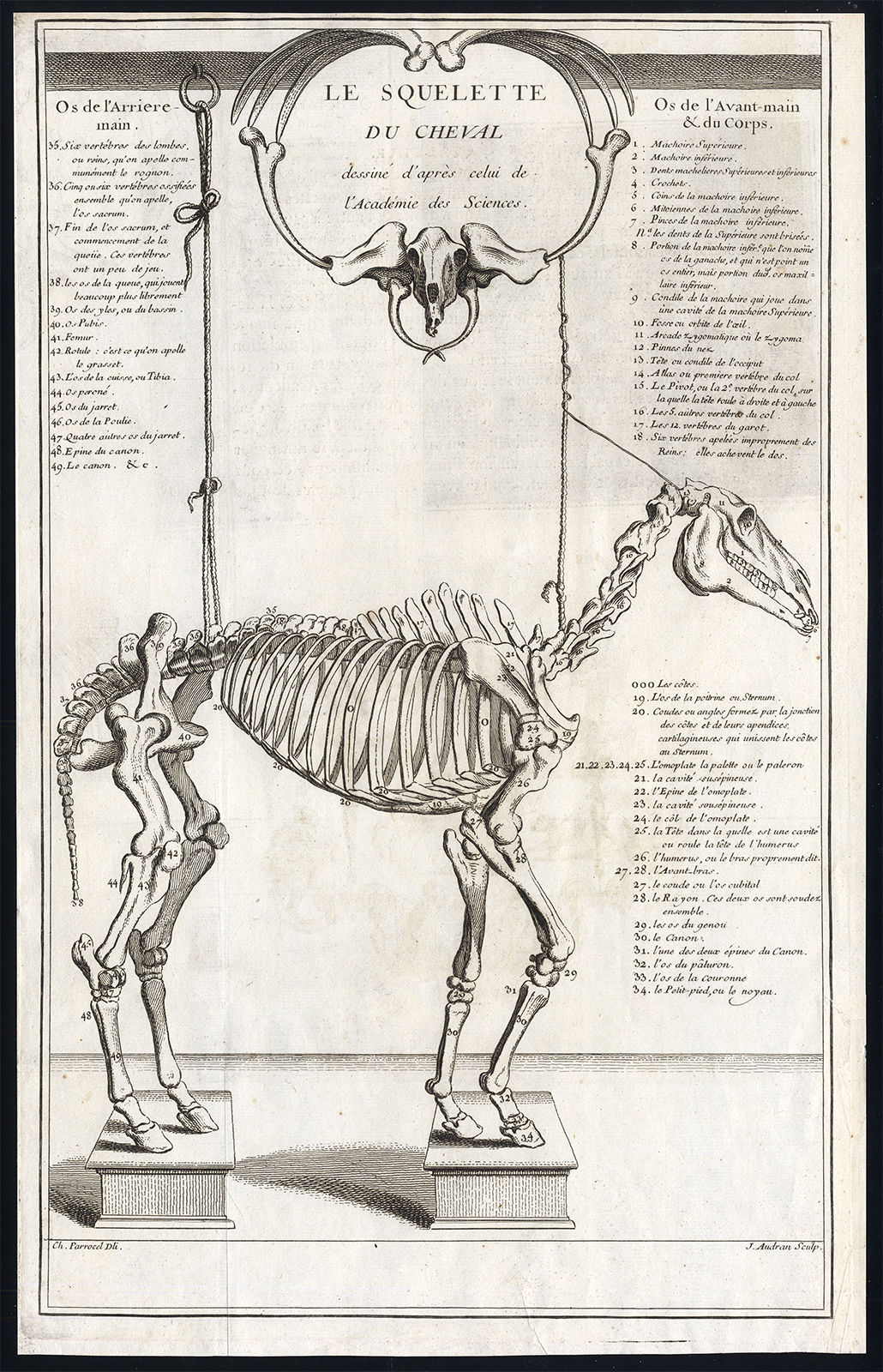
Le squelette du cheval, d'après Charles Parrocel

### France
- Musée Rolin, Autun, La résurrection de Lazare, d'après Jean-Baptiste Jouvenet[18].
- Musée de Brou, Bourg-en-Bresse, La bataille du Granique, La bataille d'Arbelles, L'entrée triomphale d'Alexandre dans Babylone, La défaite de Porus et Porus amené devant Alexandre, d'après Charles Le Brun[35].
- Musée des beaux-arts et d'archéologie de Châlons-en-Champagne, La bataille de Granique[20], La reine des Perses aux pieds d'Alexandre[21], La bataille d'Arbelles[22], L'entrée triomphale d'Alexandre dans Babylone[23], La bataille de Poros[24], Poros amené devant Alexandre[25], d'après Charles Le Brun ; Parnasse français, d'après Nicolas de Poilly le Jeune[35].
- Musée Magnin, Dijon, Samson retirant le miel de la gueule du lion, d'après François Verdier[35].
- Musée des beaux-arts de Dole, La vertu surmonte tout obstacle : la bataille du Granique, d'après Charles Le Brun[36].
- Archives départementales de l'Aisne, Laon, Victor Marie d'Estrées, d'après Nicolas de Largillierre.
- Église Saint-Martin, Longny-au-Perche, L'Annonciation, d'après Pierre Dulin.
- Musée départemental Thomas-Dobrée, Nantes, Pierre Paul Rubens, d'après Antoine van Dyck ; Antoine Coysevox, d'après Hyacinthe Rigaud ; Parnasse français, d'après Nicolas de Poilly le Jeune[35].
- Musée des beaux-arts d'Orléans, L'éducation, d'après Claude Gillot[35].
- Bibliothèque nationale de France, Les expressions des passions de l'âme, d'après Charles Le Brun[26], Henri IV délibérant de son futur mariage, d'après Pierre Paul Rubens[29].
- École nationale supérieure des beaux-arts, Paris, trente-huit documents[37].
- Musée du Louvre, Paris, La haine ou la jalousie[38].
- Musée des beaux-arts de Rennes, Monument de Louis XIV à Lyon, d'après Benoît Audran[35].
- Musée national de l'éducation, Rouen, Les expressions des passions de l'âme, d'après Charles Le Brun.
- Bibliothèque municipale de Valenciennes, Saint Jean de la Croix, d'après Joseph Christophe[12].
- Musée de Vendôme, La bataille d'Arbelles et La bataille de Porus, d'après Charles Le Brun[35].
- Château de Versailles, Fontaine d'Apollon et de Daphné[27] et Fontaine de Persée et d'Andromède[28], d'après Charles Le Brun.

### Belgique
- Université de Liège, L'éducation, d'après Claude Gillot[16].

### Espagne
- Musée national d'art de Catalogne, Barcelone, Entrée triomphale d'Alexandre dans Babylone, d'après Charles Le Brun.
- Museo Romántico Can Papiol (es), Vilanova i la Geltrú, Le couronnement de Marie de Médicis, d'après Pierre Paul Rubens.

### Italie
- Pinacothèque Tosio Martinengo, Brescia, Antoine Coysevox, d'après Charles Antoine Coypel ; La bataille du Granique, La bataille d'Arbelles, La reine des Perses aux pieds d'Alexandre, La défaite de Porus, Porus amené devant Alexandre, L'entrée triomphale d'Alexandre à Babylone, d'après Charles Le Brun[10].
- Pinacothèque Repossi (it), Chiari, Antoine Coysevox, d'après Charles Antoine Coypel ; La bataille du Granique, La bataille d'Arbelles, d'après Charles Le Brun ; L'enlèvement des Sabines, d'après Nicolas Poussin[10].
- Musées civiques de Lecco (it), L'alliance de Bacchus et de l'Amour, d'après Charles Antoine Coypel[10].
- Civica raccolta di incisioni Serrone, Villa Reale, Monza, Infans salus gentium, d'après Francesco Albani ; L'adoration des bergers, d'après Pierre de Cortone ; L'enlèvement des Sabines, d'après Nicolas Poussin ; Colonne, d'après Raphaël Sanzio[10].

### Pays-Bas
- Rijksmuseum, Amsterdam, Renaud et Armide, d'après Charles Antoine Coypel.

### Royaume-Uni
- Dunham Massey Hall, Cheshire, six gravures d'après Charles Le Brun[39].
- Kingston Lacy, Dorset, La bataille d'Arbelles, d'après Charles Le Brun[39].
- Dyrham Park, Gloucestershire du Sud, Marie de Modène, d'après Adriaen van der Werff[39].
- British Museum, Londres, Portrait de Noël Coypel, d'après Charles Antoine Coypel[40].
- National Portrait Gallery, Londres, La Duchesse d'Orléans d'après Claude Mellan, Marie de Modène et Le Roi Jacques II[31] d'après Adriaen van der Werff.
- Royal Academy, Londres, Printemps[41] et Hiver[42], d'après Nicolas Poussin
- Royal Collection, Londres, Louis XV, d'après Pierre Gobert,  Henri IV délibérant de son futur mariage, d'après Pierre-Paul Rubens[43], Marie de Modène, d'après Adriaen van der Werff[30].
- Victoria and Albert Museum, Londres, Le centaure Nessos enlève Déjanire, d'après Guido Reni[44], John Hampden.
- Blickling Hall, Norfolk, John Hampden[39].
- Château de Dunster, Somerset, La bataille du Granique, d'après Charles Le Brun[39].
- Castle Ward, Strangford, Galatée, d'après Carlo Maratta[39].

### Slovaquie
- Galerie municipale de Bratislava, Le couronnement de Marie de Médicis, d'après Pierre Paul Rubens.

### Suisse

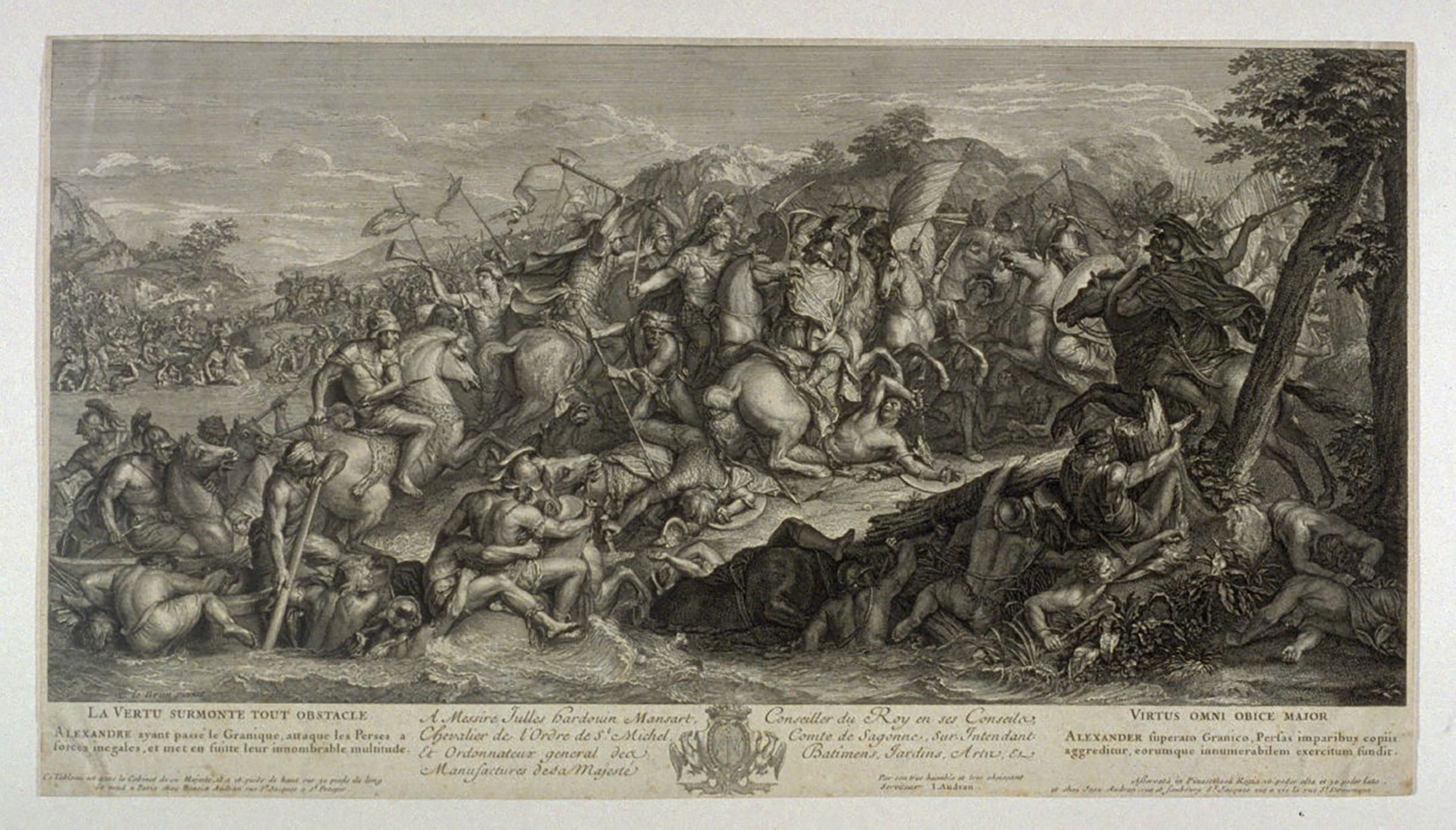
La bataille du Granique, d'après Charles Le Brun

- Musée d'art et d'histoire de Genève, L'alliance de Bacchus et de l'Amour et Athalie chassée du temple d'après Charles Antoine Coypel ; La Reine blanche pénétrée de l'esprit de Dieu, La résurrection de Lazare et La pêche miraculeuse, d'après Jean-Baptiste Jouvenet ; Entrée triomphale d'Alexandre dans Babylone, d'après Charles Le Brun ; Galatée, d'après Carlo Maratta ; L'enlèvement des Sabines, d'après Nicolas Poussin ; Sainte Scolastique, d'après Jean Restout ; Henri IV délibérant sur son futur maariage et Le couronnement de Marie de Médicis, d'après Pierre Paul Rubens.

### États-Unis
- Musées d'art de Harvard, Cambridge (Massachusetts), vingt-quatre gravures[14].
- Davison Art Center, Université Wesleyenne, Middletown (Connecticut), Le mariage, d'après Claude Gillot[17], Louis XV enfant d'après Augustin-Oudard Justinat.
- Cooper–Hewitt, Smithsonian Design Museum, New York.
- Metropolitan Museum of Art, New York, L'évanouissement d'Esther, d'après Charles-Antoine Coypel[13], L'Annonciation, d'après Pierre Dulin[15] ; Moïse défendant les filles de Jethro, d'après Charles Le Brun[19] ; La Duchesse d'Orléans, d'après Claude Mellan ; Jean d'Estrées, d'après Hyacinthe Rigaud.
- Philadelphia Museum of Art, Philadelphie, John Hampden[11].
- San Francisco De Young Museum, La bataille du Granique, d'après Charles Le Brun[45].
- National Gallery of Art, Wahington, Le couronnement de Marie de Médicis, d'après Pierre ¨Paul Rubens ; Antoine Coysevox, d'après Hyacinthe Rigaud[46].